# Britpop
 (mars 2015).
Si vous disposez d'ouvrages ou d'articles de référence ou si vous connaissez des sites web de qualité traitant du thème abordé ici, merci de compléter l'article en donnant les références utiles à sa vérifiabilité et en les liant à la section « Notes et références ».
Sous-genres
New wave of new wave (en)
Genres dérivés
Post-Britpop
La britpop est un sous-genre musical de la pop issue du rock alternatif britannique ayant émergé mondialement à la première moitié des années 1990. Il est caractérisé par l'apparition de groupes influencés par des formations anglaises des années 1960 et 1970, tout en créant d'intéressantes dérivations. Très populaire auprès des jeunes entre 1994 et 1997, il est d'autant plus critiqué pour son manque d'innovation.
Le mouvement se développe très rapidement à la suite de l'émergence de nouvelles tendances dès la fin des années 1980 comme le hip-hop. Les jeunes britanniques ne se reconnaissaient pas dans cette musique où le rythme primait sur la mélodie, et il fallait trouver un nouveau genre qui leur ressemblait[réf. nécessaire]. À l'aube de cette nouvelle révolution, la musique des guitares acoustiques pataugeait. Le mouvement shoegazing répond en produisant des chansons longues, répétitives et psychédéliques mais dont les prestations publiques devenaient vite des exercices d'endurance. Après cela, le nouveau mouvement, court certes mais crucial, nommé New wave of the New Wave produit des groupes qui sont très importants dans la réorientation de la pop britannique vers des morceaux musicaux plus « classiques ».
Un élément fréquemment cité comme étant « la goutte d'eau qui fit déborder le vase », qui fit naître la britpop est l'invasion américaine du mouvement grunge mené par Pearl Jam, Soundgarden, Nirvana et Alice in Chains. L'énorme succès de ces groupes participe indubitablement à la réaction musicale de la britpop.

## Influences
Les groupes de britpop étaient principalement influencés par la musique des années 1960 et des années 1970, particulièrement les deux tendances du rock 'n' roll de la British Invasion : des rebelles comme les Beatles, les Rolling Stones, Pink Floyd, Led Zeppelin ainsi que des mods comme les Who, les Kinks ou les Small Faces étaient très influents et ont sans doute joué le plus grand rôle dans la formation du mouvement britpop et des diverses tendances associées. Une autre source d'inspiration pour la britpop était les années 1970 et 1980 avec les idoles du glam rock comme David Bowie, Queen, T. Rex, Roxy Music, mais aussi les artistes punk et new wave comme les Sex Pistols, les Clash, les Jam, Talking Heads, Public Image Limited, Madness, XTC, et enfin Elvis Costello.
Souvent cité comme la seconde invasion britannique, le rock indépendant des années 1980 (The Smiths, Orange Juice, The Stone Roses, Joy Division, etc.) était aussi très influent. À la fin des années 1980 et au début des années 1990, des acteurs comme Paul Weller (l'ex-chanteur des Jam) et particulièrement l'album homonyme des Stone Roses ont aussi été influents. Les chanteurs Ian Brown et Paul Weller, avec leurs sorties solo suivantes et leurs références au rock des années 1970 au début des années 1990, jouent un rôle énorme sur le son de la britpop qui, dans le cas des groupes comme Kula Shaker, a évolué vers le psychédélique. Noel Gallagher a décrit l'album éponyme des La's comme « le premier album de britpop »[réf. nécessaire].

## Histoire

### Origines
Paul Weller, en particulier, est considéré comme le fondateur et l'initiateur du mouvement. Ses enregistrements solos Paul Weller (1991) et Wild Wood (1993) en sont la preuve. Son influence sur la britpop et son amour pour la musique modernist (Mod en anglais courant) lui ont attribué le surnom de « Modfather ». En même temps qu'il guidait Blur, Oasis et Ocean Colour Scene à travers ses morceaux, Weller jouait aussi avec ses disciples, par exemple le solo de guitare dans Champagne Supernova d'Oasis. Alors que Weller apporte la touche « mod » à ce qui allait devenir la britpop, Blur apporta aussi plusieurs autres facteurs. Sans les médias et le succès des charts qui allait suivre, l'album Modern Life Is Rubbish de Blur a lentement translaté le son britannique d'une dance-music de shoegazing à un son beaucoup plus « pop ». Retrospectivement, les paroles et le son de Modern Life Is Rubbish (1993) contenaient déjà la plupart des thèmes lyriques, des harmonies, et des chants très « britanniques » qui deviendraient plus tard reconnus sous le terme de « britpop ».
Le terme « britpop » est utilisé la première fois en 1987 (dans le magazine britannique Sounds par le journaliste John Robb, décrivant les La's, les Stone Roses et les Inspiral Carpets). « britpop » s'est répandu en même temps que le terme « britart » (qui qualifiait le travail des artistes modernes britanniques, comme Damien Hirst). Mais ça ne sera qu'en 1995, à l'aube de la Cool Britannia, que ce terme émergera au grand jour, utilisé dans tous les grands magazines de musique. Le mot a été repris dans les médias généralistes un peu plus tard. La popularité du mot a été reconnu par un article du Guardian où les éditeurs du dictionnaire anglais d'Oxford (Oxford English Dictionnary) déclaraient que « britpop » représentait au mieux l'année musicale de 1995. Le mot a logiquement été ajouté à ce dictionnaire.

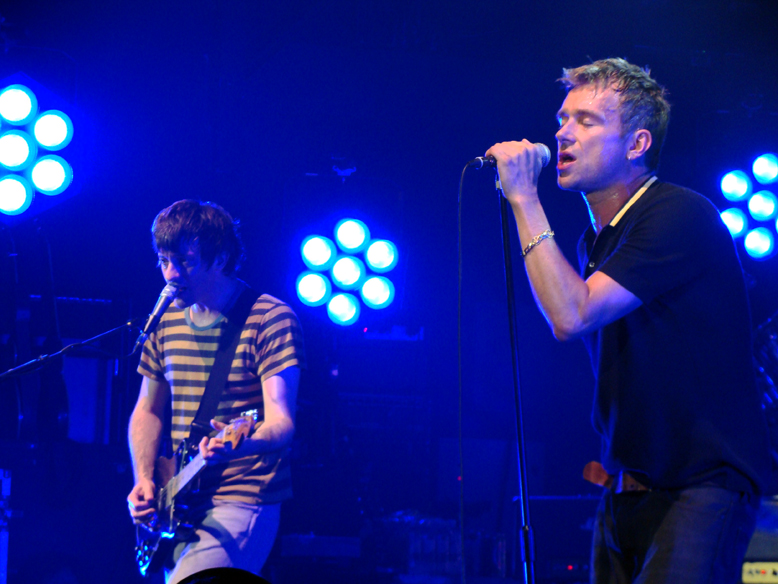
Le groupe Blur lors d'un concert.

Les fans de britpop sont divisés sur quel album a vraiment lancé le mouvement. Parmi les prétendants, on trouve le premier album de Supergrass, I Should Coco (1995), le premier album d'Oasis, Definitely Maybe (1994), le deuxième album de Blur, Modern Life is Rubbish (1993) et l'album homonyme de Suede (1993). Au-delà des désaccords, il semble clair que ces quatre albums ont définitivement ouvert la voie à beaucoup d'autres groupes. L'hystérie qu'a engendré la britpop au Royaume-Uni s'est rapidement répandue en Europe occidentale et a aussi touché les côtes outre-atlantiques. Le mouvement était autant la fierté britannique et le tapage médiatique que le style particulier de la musique. Suede fut le premier groupe de la nouvelle génération « orientée guitare » à être supporté par les médias de musique du Royaume-Uni pour enfin pouvoir répondre au son grunge venu de Seattle. Leur premier album homonyme est sorti en mars 1993 et bat le record de vitesse de vente pour un premier album au Royaume-Uni. Ce record est battu peu de temps après par Oasis et leur Definitely Maybe.
En avril 1993, Select Magazine accélère la croissance de la fierté des britanniques en affichant le chanteur de Suede Brett Anderson sur leur couverture sur fond de l'Union Jack avec les mots « Yanks go home » (Rentrez chez vous les Ricains). En 1994 et 1995, d'autres groupes de britpop commencent à émerger - Mansun, Elastica, The Verve, Echobelly, Sleeper, Supergrass, Menswear, Primal Scream, The Auteurs, The Boo Radleys, Pulp, Cast, The Bluetones, Black Grape, Space et The Divine Comedy. Certains étaient nouveaux, mais d'autres ont bénéficié d'une association au mouvement.
En 1995, le mouvement britpop a atteint son sommet. La célèbre bataille de la britpop confrontait Blur et Oasis pour le titre de « Rois de la britpop ». Gonflée par les médias, cette bataille ne représentait pas seulement une différence de musique, mais aussi une différence de culture. Alors que le Royaume-Uni avait enfin trouvé un style de musique qui lui ressemblait, elle trouvait le moyen de se déchirer en deux : les « riches » du sud de l'Angleterre représentés par Blur, menés par Damon Albarn et Alex James, en fait issus des classes moyennes londoniennes, contre les « pauvres » du nord avec Oasis et ses difficiles frères Gallagher, Liam et Noel, issus de la classe ouvrière déshéritée de la banlieue de Manchester. Cette bataille a trouvé son apogée lors de la sortie de deux singles à succès la même semaine : Roll With It d'Oasis et Country House de Blur. L'évènement a fait parler de lui dans les chaumières britanniques et fut plusieurs fois à l'honneur sur BBC News.

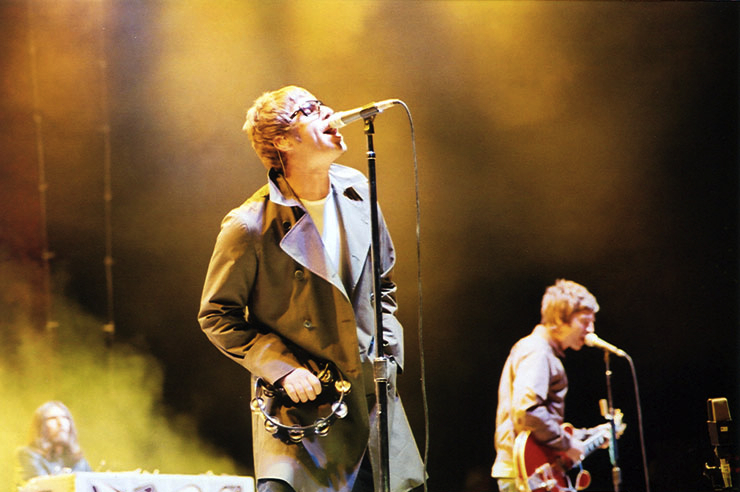
Liam et Noel Gallagher du groupe Oasis.

Country House de Blur remporte cette bataille, puisque 274 000 exemplaires du single sont vendus contre 216 000 pour Oasis. Cependant, à long terme, l'album (What's the Story) Morning Glory? d'Oasis connaîtra plus de succès que l'album The Great Escape de Blur. En effet, vingt-deux millions de copies de (What's the Story) Morning Glory? sont vendues au total. Cet album est largement considéré comme un des albums de britpop les plus importants puisqu'il a même réussi à séduire le mouvement Cool Britannia. Au Royaume-Uni et en Irlande, il était devenu courant de répondre à la question « What's the story ? » (Comment ça va ?) par « Morning Glory ».
Le mouvement britpop est aussi symbolisé, en 1994 et 1995, par des hymnes d'été destinés aux jeunes comme Staying Out for the Summer de Dodgy, Alright de Supergrass, Inbetweener de Sleeper, Wake Up Boo des Boo Radleys et Great Things d'Echobelly. Bien que la majorité des groupes de britpop sont anglais, il y avait des exceptions. Super Furry Animals, Catatonia, Gorky's Zygotic Mynci, Manic Street Preachers et Stereophonics étaient gallois. Cette flopée de groupes gallois ont permis à la presse britannique de les appeler « Cool Cymru » en référence à « Cool Britannia ». D'autres comme The Gyres, Travis et Belle and Sebastian étaient écossais. Il y avait aussi des acteurs irlandais comme les Cranberries et Ash d'Irlande du Nord. Ainsi, le mouvement et l'hystérie britpop n'ont pas seulement englouti une ville ou une région mais tout le pays et la britpop s'est installée comme un vrai courant britannique : mouvement musical mais aussi spirituel.

### Déclin de popularité

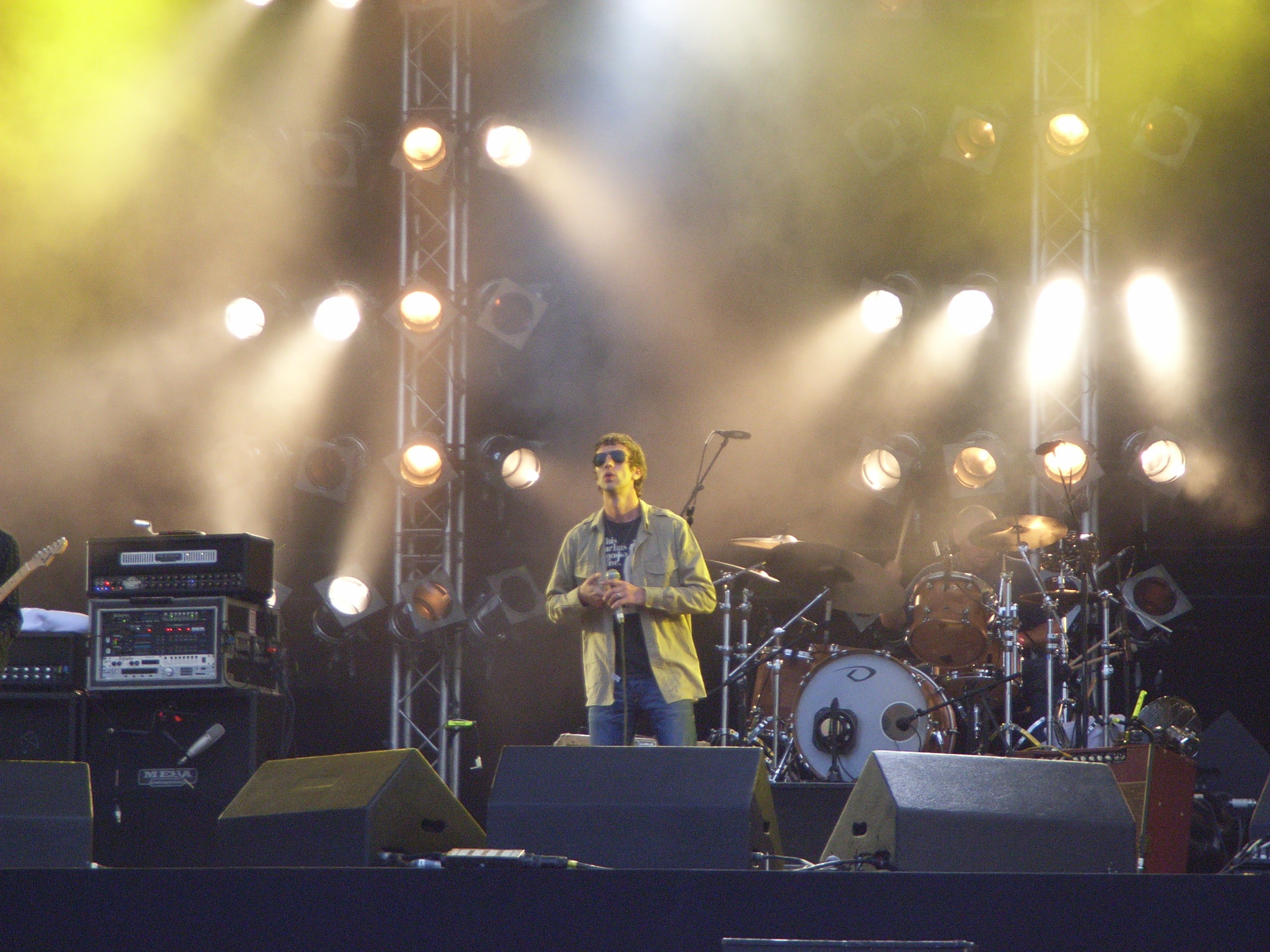
Richard Ashcroft, leader du groupe The Verve.

Vers la fin de l'année 1996, le mouvement et l'hystérie commencèrent à décliner à cause de la trop grande attente des fans auprès des groupes, mais aussi à cause de l'overdose et du surmenage des groupes. « Overdose » peut-être utilisé au sens premier du termes car les artistes de britpop ont généralement été consommateurs de drogue comme l'ont fait leurs groupes de référence dans les années 1960 et 1970. Pourtant, la britpop reçut une impulsion de dernière minute par Radiohead et The Verve, qui n'étaient jusqu'alors pas vraiment considérés comme des artistes de britpop, avec leurs albums respectifs de 1997 OK Computer et Urban Hymns. Ceux-ci furent acclamés par le public. Alors que ces deux albums portaient l'étiquette « britpop » dans le sens où il s'agissait de musique pop et britannique, aucun des deux groupes n'avait l'état d'esprit que l'on pouvait trouver en 1995. Malgré la prestation de Suede dans l'album Coming Up et d'autres évènements toniques venant des groupes comme Pulp, Supergrass ou Cornershop, plusieurs autres groupes ont pu être perçu comme décevant ou s'éloignant de l'esprit général ainsi que du son qui qualifiait le mouvement britpop. Le mouvement perdit alors graduellement de sa réputation jusqu'à disparaître des plaines britanniques.
Le noyau du mouvement, c’est-à-dire les groupes phares comme Oasis et Blur, tournaient le dos à la britpop. Le troisième album d'Oasis Be Here Now, bien que très vendu, fut violemment critiqué par la presse pour un son produit sous l'influence d'une cocaïne apparente, caractérisé par du larsen de guitare sans fin et un manque d'originalité des morceaux. En revanche, le cinquième album de Blur (Blur) fut très bien accueilli, tout comme leurs deux albums précédents, car il démontrait une évolution de style. Cependant, avec ce dernier album, Blur s'éloignait du son britpop traditionnel qui avait pu être entendu dans Parklife et The Great Escape et s'orientait vers un style plus proche de groupes américains comme Pavement.

### Chute et une nouvelle vague
D'autres groupes de musique à forte consonance britpop se sont formés à la fin des années 1990 et au début des années 2000 : The Libertines, Kaiser Chiefs et Hard-Fi. Durant cette période où le mouvement britpop est dit « mourant », un autre courant, qui n'a pas forcément de nom si ce n'est une nouvelle vague de la britpop, se crée. Cela est donc interprété comme une vague d'un mélange de genres différentiables de la britpop de la fin des années 1990, mais toujours sur la scène britannique. D'autres artistes comme Keane, Coldplay, Travis, Athlete et Kasabian ont montré clairement des influences britpop dans leurs travaux.
Les frères Gallagher ont comparé les groupes à succès de cette nouvelle vague avec les groupes issus de l'ancienne génération de la britpop. Liam Gallagher compare les Kaiser Chiefs à Blur (en parlant de mauvais (...e version de) Blur). Noel Gallagher, lui, compare plutôt les Libertines - qui ont donné l'impulsion nécessaire au mouvement avec beaucoup de promesses avant de sombrer dans la drogue et la mutinerie - à Suede et les Arctic Monkeys - un groupe venant du nord qui a explosé le mouvement d'une autre manière - à son propre groupe Oasis. Pour d'autres spécialistes de la musique les « libs » ont fait naître une nouvelle génération de gamins joueurs de guitares.
Sur la totalité des groupes qui ont aidé à mettre un son sur le nom de britpop au milieu des années 1990, seuls Oasis (séparé en 2009) et Supergrass (séparé en 2010) continuent de sortir fréquemment des albums, Blur étant en suspens de 2003 (après le départ du guitariste Graham Coxon) à 2015, année de sortie de l'album The Magic Whip avec le groupe recomposé. Ces deux groupes ont commercialisé avec succès leurs derniers albums en 2005 avec respectivement Don't Believe the Truth et Road to Rouen atteignant la première et neuvième place des UK Charts (top 50 du Royaume-Uni). Radiohead continue aussi de sortir des enregistrements bien qu'ils n'aient plus touché à la sonorité britpop depuis près d'une décennie.
Cependant, elle semble aujourd'hui[Quand ?] avoir connu un renouveau notamment grâce à des artistes comme Peter Doherty qui est en fait un des anciens leaders des Libertines et celui actuellement des Babyshambles qui sont un assez bon exemple de ce que produit l'Angleterre désormais, avec leur second album Shotter's Nation.